# Erzeparchie Iwano-Frankiwsk

Wappen

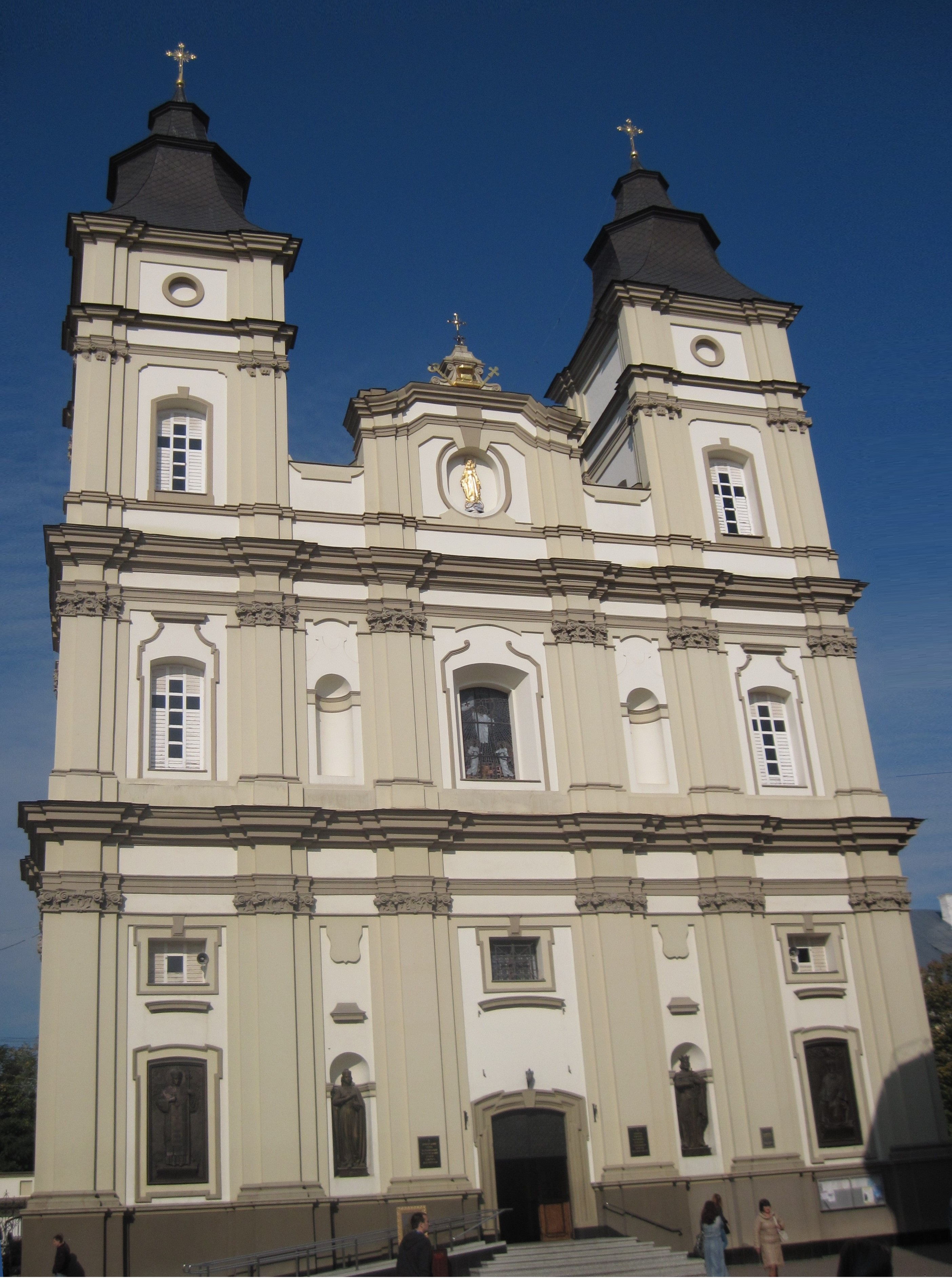
Kathedrale der Heiligen Auferstehung in Iwano-Frankiwsk (Stanislau)

Die Erzeparchie Iwano-Frankiwsk (lat.: Archieparchia Stanislaopolitana) ist eine in der Ukraine gelegene Erzeparchie der ukrainisch griechisch-katholischen Kirche mit Sitz in Iwano-Frankiwsk.
Die Eparchie Iwano-Frankiwsk wurde am 26. März 1885 errichtet. Sie gab am 20. April 1993 Teile ihres Territoriums zur Errichtung der Eparchie Kolomyia-Tscherniwzi ab. Das Gebiet ist im westlichen Teil der Karte orange dargestellt. Am 21. November 2011 wurde die Eparchie zur Erzeparchie erhoben.

## Bischöfe von Iwano-Frankiwsk
- Andrej Scheptyzkyj OSBM, 19. Februar 1899–12. Dezember 1900, dann Erzbischof von Lemberg
- Hryhorij Chomyschyn, 6. Mai 1904–17. Januar 1947
- Iwan Slesjuk, 1947–1973
- Sedisvakanz
- Sofron Dmyterko OSBM, 16. Januar 1991–7. November 1997
- Sofron Stefan Mudry OSBM, 7. November 1997–2. Juni 2005
- Wolodymyr Wijtyschyn, 2. Juni 2005–21. November 2011

## Erzbischöfe von Iwano-Frankiwsk
- Wolodymyr Wijtyschyn, seit 21. November 2011